# 潍宿高速铁路
潍坊至宿迁高速铁路，是中长期铁路网规划八纵八横高速铁路网中京沪高铁第二通道的重要组成部分，线路起自济青高速铁路潍坊北站，途径山东省潍坊市安丘市、诸城市，日照市五莲县、莒县，临沂市沂水县、沂南县，引入日兰高速铁路临沂北站，向南经兰陵县、郯城县，进入江苏省徐州市新沂市，至宿迁市最终接入徐盐客运专线预留洋河北站，全长398.296km，其中山东省境内324.744km，江苏省境内73.552km。同步建设本线至青岛连接线，东起青岛西站，向西经青岛市青西新区、潍坊市诸城市、日照市五莲县后连接本线，新建线路长度108.781km，全部在山东境内。

## 历史

### 规划与建设
2021年7月5日，潍宿高速铁路环境影响评价第一次信息公告发布。
2023年5月29日，国家发改委批复潍宿高速铁路可行性研究报告。8月8日，环境影响评价第二次信息公告发布。11月，交通运输部批复潍宿高铁航道通航条件影响评价报告；国家文物局出具批复，同意在位于全国重点文物保护单位大运河的保护范围和建设控制地带内，实施潍坊至宿迁高铁（新沂至宿迁段）工程设计方案。12月1日，国铁集团、山东省人民政府和江苏省人民政府正式联合批复项目初步设计。12月29日，潍坊至宿迁高速铁路江苏段开工建设。12月30日，山东段及青岛连接线开工建设。
2024年12月27日，津潍宿高速铁路有限公司在天津自贸区成立，负责统筹推动津潍高铁、潍宿高铁的工程建设、资产经营管理和投融资等工作。